# Verein für Leibesübungen Bochum 1848 2012-2013
Questa voce raccoglie le informazioni riguardanti il Verein für Leibesübungen Bochum 1848 nelle competizioni ufficiali della stagione 2012-2013.

## Stagione
Nella stagione 2012-2013 il Bochum, allenato da Andreas Bergmann, Karsten Neitzel e Peter Neururer, concluse il campionato di 2. Bundesliga al 14º posto. In Coppa di Germania il Bochum fu eliminato ai quarti dallo Stoccarda.

## Rosa
| N. |                     | Ruolo | Calciatore            |
| -- | ------------------- | ----- | --------------------- |
| 1  | Germania (bandiera) | P     | Andreas Luthe         |
| 3  | Germania (bandiera) | D     | Fabian Holthaus       |
| 4  | Germania (bandiera) | D     | Marcel Maltritz       |
| 5  | Germania (bandiera) | C     | Christoph Dabrowski   |
| 6  | Polonia (bandiera)  | D     | Lukas Sinkiewicz      |
| 7  | Germania (bandiera) | C     | Paul Freier           |
| 9  | Georgia (bandiera)  | A     | Nik'oloz Gelashvili   |
| 10 | Giappone (bandiera) | C     | Yūsuke Tasaka         |
| 10 | Georgia (bandiera)  | A     | Aleksandre Iashvili   |
| 11 | Slovenia (bandiera) | A     | Zlatko Dedič          |
| 12 | Colombia (bandiera) | C     | Michael Ortega        |
| 13 | Germania (bandiera) | C     | Marc Rzatkowski       |
| 14 | Germania (bandiera) | A     | Sören Bertram         |
| 15 | Islanda (bandiera)  | D     | Hólmar Örn Eyjólfsson |
| 16 | Germania (bandiera) | C     | Michael Delura        |
| 17 | Germania (bandiera) | D     | Florian Brügmann      |

| N. |                       | Ruolo | Calciatore             |
| -- | --------------------- | ----- | ---------------------- |
| 18 | Germania (bandiera)   | C     | Leon Goretzka          |
| 19 | Germania (bandiera)   | D     | Patrick Fabian         |
| 20 | Germania (bandiera)   | C     | Faton Toski            |
| 21 | Germania (bandiera)   | A     | Kevin Scheidhauer      |
| 22 | Turchia (bandiera)    | A     | Mirkan Aydın           |
| 23 | Germania (bandiera)   | C     | Christoph Kramer       |
| 24 | Germania (bandiera)   | D     | Carsten Rothenbach     |
| 25 | Turchia (bandiera)    | C     | Onur Bulut             |
| 26 | Germania (bandiera)   | D     | Jonas Acquistapace     |
| 27 | Turchia (bandiera)    | A     | Selim Gündüz           |
| 29 | Germania (bandiera)   | P     | Philipp Heerwagen      |
| 30 | Germania (bandiera)   | D     | Mounir Chaftar         |
| 30 | Danimarca (bandiera)  | D     | Michael Lumb           |
| 31 | Germania (bandiera)   | P     | Michael Esser          |
| 39 | Portogallo (bandiera) | P     | Daniel Heuer Fernandes |

## Organigramma societario
Area tecnica
- Allenatore: Peter Neururer
- Allenatore in seconda: Thomas Reis, Dariusz Wosz
- Preparatore dei portieri: Peter Greiber
- Preparatori atletici:
- Analisi video:

## Calciomercato

### Sessione estiva
| Acquisti | Acquisti               | Acquisti             | Acquisti |
| R.       | Nome                   | da                   | Modalità |
| -------- | ---------------------- | -------------------- | -------- |
| C        | Yūsuke Tasaka          | Kawasaki Frontale    |          |
| A        | Sören Bertram          | Amburgo              |          |
| D        | Florian Brügmann       | Amburgo              |          |
| D        | Mounir Chaftar         | Wacker Burghausen    |          |
| A        | Zlatko Dedič           | Dinamo Dresda        |          |
| A        | Daniel Engelbrecht     | Alemannia Aquisgrana |          |
| C        | Leon Goretzka          | Bochum U19           |          |
| P        | Philipp Heerwagen      | St. Pauli            |          |
| P        | Daniel Heuer Fernandes | Bochum II            |          |
| A        | Aleksandr Iashvili     | Karlsruhe            |          |
| C        | Michael Ortega         | Bayer Leverkusen     |          |
| D        | Carsten Rothenbach     | St. Pauli            |          |
| C        | Marc Rzatkowski        | Arminia Bielefeld    |          |
| A        | Kevin Scheidhauer      | Wolfsburg            |          |

| Cessioni | Cessioni         | Cessioni              | Cessioni |
| R.       | Nome             | a                     | Modalità |
| -------- | ---------------- | --------------------- | -------- |
| C        | Mimoun Azaouagh  | Kaiserslautern        |          |
| C        | Denis Berger     | Hansa Rostock         |          |
| D        | Philipp Bönig    | Ferencváros           |          |
| C        | Onur Bulut       | Bochum II             |          |
| D        | Matias Concha    | Malmö FF              |          |
| P        | Felix Dornebusch | Bochum II             |          |
| A        | Kevin Freiberger | Wacker Burghausen     |          |
| A        | Daniel Ginczek   | St. Pauli             |          |
| C        | Takashi Inui     | Eintracht Francoforte |          |
| C        | Oğuzhan Kefkir   | Alemannia Aquisgrana  |          |
| D        | Björn Kopplin    | Union Berlino         |          |
| A        | Hans Kyei        | Hüls                  |          |
| P        | Markus Scholz    | Dinamo Dresda         |          |
| C        | Enes Uzun        | Bochum II             |          |
| C        | Kevin Vogt       | Augusta               |          |

### Sessione invernale
| Acquisti | Acquisti | Acquisti | Acquisti |
| R.       | Nome     | da       | Modalità |
| -------- | -------- | -------- | -------- |

| Cessioni | Cessioni           | Cessioni          | Cessioni |
| R.       | Nome               | a                 | Modalità |
| -------- | ------------------ | ----------------- | -------- |
| A        | Daniel Engelbrecht | Kickers Stoccarda |          |

## Risultati

### 2. Bundesliga

#### Girone di andata
| Arbitro: | Hartmann |

|                         |           |          |
| Goretzka 53’ Freier 85’ | Marcatori | 28’ Poté |

| Arbitro: | Meyer |

|                                      |           |  |
| Vrančić 24’, 50’ Meha 40’ Yılmaz 82’ | Marcatori |  |

| Arbitro: | Schriever |

|  |           |           |
|  | Marcatori | 85’ Kampl |

| Arbitro: | Unger |

|  |           |                 |
|  | Marcatori | 79’ Scheidhauer |

| Bochum 14 settembre 2012, ore 18:00 CEST 5ª giornata | Bochum  | 0 – 0 referto | Monaco 1860 | Rewirpowerstadion (13 098 spett.)\| Arbitro: \| Dankert \| |
| Arbitro:                                             | Dankert |               |             |                                                            |

| Duisburg 23 settembre 2012, ore 13:30 CEST 6ª giornata | Duisburg | 0 – 0 referto | Bochum | Schauinsland-Reisen-Arena (15 017 spett.)\| Arbitro: \| Siebert \| |
| Arbitro:                                               | Siebert  |               |        |                                                                    |

| Arbitro: | Osmers |

|            |           |                            |
| Tasaka 84’ | Marcatori | 36’ Fortounis 65’ Idrissou |

| Arbitro: | Wingenbach |

|              |           |           |
| Brügmann 85’ | Marcatori | 9’ Caiuby |

| Arbitro: | Stark |

|                                    |           |  |
| Bičakčić 21’ Ademi 63’ Kruppke 85’ | Marcatori |  |

| Arbitro: | Meyer |

|  |           |                      |
|  | Marcatori | 46’ Kluge 79’ Ndjeng |

| Arbitro: | Grudzinski |

|                                                                |           |                   |
| Müller 7’ König 9’, 49’ Hochscheidt 10’, 46’ Paulus 59’ (rig.) | Marcatori | 90’ (aut.) Paulus |

| Arbitro: | Siebert |

|                          |           |                |
| Sinkiewicz 73’ Dedič 89’ | Marcatori | 5’, 52’ Sanogo |

| Arbitro: | Dingert |

|             |           |               |
| Ginczek 16’ | Marcatori | 55’ Dabrowski |

| Arbitro: | Brand |

|                                                 |           |                |
| Dedič 19’, 44’ Maltritz 40’ Rzatkowski 51’, 71’ | Marcatori | 5’, 23’ Löning |

| Arbitro: | Fritz |

|                           |           |                |
| Ujah 11’, 84’ McKenna 35’ | Marcatori | 90’ Gelashvili |

| Arbitro: | Willenborg |

|            |           |                                       |
| Tasaka 87’ | Marcatori | 21’ Teixeira 54’ Kapllani 60’ Verhoek |

| Arbitro: | Dietz |

|                   |           |           |
| Karl 3’ Nemec 52’ | Marcatori | 23’ Dedič |

#### Girone di ritorno
| Arbitro: | Gräfe |

|  |           |                                    |
|  | Marcatori | 17’ Aydın 25’ Dabrowski 87’ Kramer |

| Arbitro: | Stegemann |

|                                             |           |  |
| Aydın 17’, 72’ Goretzka 40’ Scheidhauer 80’ | Marcatori |  |

| Arbitro: | Osmers |

|                            |           |                             |
| Cidimar 47’ Lechleiter 71’ | Marcatori | 25’ Rzatkowski 51’ Goretzka |

| Arbitro: | Christ |

|  |           |                   |
|  | Marcatori | 47’, 87’ Djuričin |

| Arbitro: | Wingenbach |

|  |           |                 |
|  | Marcatori | 10’ Scheidhauer |

| Arbitro: | Brych |

|                           |           |                          |
| Sinkiewicz 51’ Kramer 56’ | Marcatori | 37’ Exslager 89’ Perthel |

| Kaiserslautern 2 marzo 2013, ore 13:00 CET 24ª giornata | Kaiserslautern | 0 – 0 referto | Bochum | Fritz-Walter-Stadion (26 896 spett.)\| Arbitro: \| Perl \| |
| Arbitro:                                                | Perl           |               |        |                                                            |

| Arbitro: | Bandurski |

|                     |           |              |
| Groß 56’ Caiuby 64’ | Marcatori | 61’ Goretzka |

| Arbitro: | Stegemann |

|  |           |             |
|  | Marcatori | 85’ Kumbela |

| Arbitro: | Stieler |

|                     |           |  |
| Ronny 4’ Schulz 46’ | Marcatori |  |

| Arbitro: | Hartmann |

|  |           |                                      |
|  | Marcatori | 8’ Klingbeil 29’ Nickenig 37’ Müller |

| Arbitro: | Cortus |

|  |           |                              |
|  | Marcatori | 49’ (aut.) Banović 90’ Dedič |

| Arbitro: | Schmidt |

|                                  |           |  |
| Dedič 25’ (rig.), 37’ Tasaka 70’ | Marcatori |  |

| Arbitro: | Christ |

|  |           |              |
|  | Marcatori | 41’ Maltritz |

| Arbitro: | Gräfe |

|                        |           |           |
| Dedič 65’ Maltritz 79’ | Marcatori | 30’ Chihi |

| Arbitro: | Drees |

|                      |           |           |
| Gaus 22’ Verhoek 68’ | Marcatori | 48’ Toski |

| Arbitro: | Stieler |

|            |           |                         |
| Kramer 80’ | Marcatori | 49’ Özbek 55’ Skrzybski |

### Coppa di Germania
| Arbitro: | Christ |

|  |           |               |
|  | Marcatori | 6’, 41’ Dedič |

| Arbitro: | Bandurski |

|             |           |                                        |
| Posipal 18’ | Marcatori | 31’ Iashvili 73’ Rzatkowski 90’ Ortega |

| Arbitro: | Welz |

|                             |           |  |
| Dedič 30’ Maltritz 75’, 78’ | Marcatori |  |

| Arbitro: | Zwayer |

|                          |           |  |
| Gentner 18’ Ibišević 81’ | Marcatori |  |

## Statistiche

### Statistiche di squadra
| Competizione      | Punti | In casa | In casa | In casa | In casa | In casa | In casa | In trasferta | In trasferta | In trasferta | In trasferta | In trasferta | In trasferta | Totale | Totale | Totale | Totale | Totale | Totale | DR  |
| Competizione      | Punti | G       | V       | N       | P       | Gf      | Gs      | G            | V            | N            | P            | Gf           | Gs           | G      | V      | N      | P      | Gf     | Gs     | DR  |
| ----------------- | ----- | ------- | ------- | ------- | ------- | ------- | ------- | ------------ | ------------ | ------------ | ------------ | ------------ | ------------ | ------ | ------ | ------ | ------ | ------ | ------ | --- |
| 2. Bundesliga     | 38    | 17      | 5       | 4       | 8       | 24      | 25      | 17           | 5            | 4            | 8            | 16           | 27           | 34     | 10     | 8      | 16     | 40     | 52     | -12 |
| Coppa di Germania | -     | 1       | 1       | 0       | 0       | 3       | 0       | 3            | 2            | 0            | 1            | 5            | 3            | 4      | 3      | 0      | 1      | 8      | 3      | +5  |
| Totale            | 38    | 18      | 6       | 4       | 8       | 27      | 25      | 20           | 7            | 4            | 9            | 21           | 30           | 38     | 13     | 8      | 17     | 48     | 55     | -7  |

### Andamento in campionato
| Giornata  | 1 | 2 | 3  | 4 | 5 | 6  | 7  | 8  | 9  | 10 | 11 | 12 | 13 | 14 | 15 | 16 | 17 | 18 | 19 | 20 | 21 | 22 | 23 | 24 | 25 | 26 | 27 | 28 | 29 | 30 | 31 | 32 | 33 | 34 |
| --------- | - | - | -- | - | - | -- | -- | -- | -- | -- | -- | -- | -- | -- | -- | -- | -- | -- | -- | -- | -- | -- | -- | -- | -- | -- | -- | -- | -- | -- | -- | -- | -- | -- |
| Luogo     | C | T | C  | T | C | T  | C  | C  | T  | C  | T  | C  | T  | C  | T  | C  | T  | T  | C  | T  | C  | T  | C  | T  | T  | C  | T  | C  | T  | C  | T  | C  | T  | C  |
| Risultato | V | P | P  | V | N | N  | P  | N  | P  | P  | P  | N  | N  | V  | P  | P  | P  | V  | V  | N  | P  | V  | N  | N  | P  | P  | P  | P  | V  | V  | V  | V  | P  | P  |
| Posizione | 2 | 9 | 13 | 8 | 9 | 10 | 10 | 11 | 15 | 16 | 17 | 14 | 14 | 13 | 13 | 15 | 16 | 15 | 15 | 15 | 15 | 12 | 13 | 14 | 15 | 15 | 15 | 16 | 15 | 15 | 14 | 13 | 14 | 14 |

Legenda:

Luogo: C = Casa; T = Trasferta. Risultato: V = Vittoria; N = Pareggio; P = Sconfitta.

### Statistiche dei giocatori
| Giocatore       | 2. Bundesliga | 2. Bundesliga | 2. Bundesliga | 2. Bundesliga | Coppa di Germania | Coppa di Germania | Coppa di Germania | Coppa di Germania | Totale   | Totale | Totale      | Totale     |
| Giocatore       | Presenze      | Reti          | Ammonizioni   | Espulsioni    | Presenze          | Reti              | Ammonizioni       | Espulsioni        | Presenze | Reti   | Ammonizioni | Espulsioni |
| --------------- | ------------- | ------------- | ------------- | ------------- | ----------------- | ----------------- | ----------------- | ----------------- | -------- | ------ | ----------- | ---------- |
| J. Acquistapace | 17            | 0             | 1             | 0             | 2                 | 0                 | 0                 | 0                 | 19       | 0      | 1           | 0          |
| M. Aydın        | 10            | 3             | 0             | 0             | 1                 | 0                 | 0                 | 0                 | 11       | 3      | 0           | 0          |
| S. Bertram      | 3             | 0             | 0             | 0             | 0                 | 0                 | 0                 | 0                 | 3        | 0      | 0           | 0          |
| F. Brügmann     | 6             | 1             | 1             | 0             | 2                 | 0                 | 0                 | 0                 | 8        | 1      | 1           | 0          |
| O. Bulut        | 0             | 0             | 0             | 0             | 0                 | 0                 | 0                 | 0                 | 0        | 0      | 0           | 0          |
| M. Chaftar      | 21            | 0             | 3             | 0             | 1                 | 0                 | 0                 | 0                 | 22       | 0      | 3           | 0          |
| C. Dabrowski    | 14            | 2             | 3             | 1             | 2                 | 0                 | 0                 | 0                 | 16       | 2      | 3           | 1          |
| Z. Dedič        | 30            | 8             | 1             | 0             | 2                 | 3                 | 0                 | 0                 | 32       | 11     | 1           | 0          |
| M. Delura       | 14            | 0             | 2             | 0             | 1                 | 0                 | 0                 | 0                 | 15       | 0      | 2           | 0          |
| D. Engelbrecht  | 1             | 0             | 0             | 0             | 1                 | 0                 | 1                 | 0                 | 2        | 0      | 1           | 0          |
| M. Esser        | 3             | 0             | 1             | 0             | 1                 | 0                 | 0                 | 0                 | 4        | 0      | 1           | 0          |
| H. Eyjólfsson   | 16            | 0             | 2             | 2             | 3                 | 0                 | 0                 | 0                 | 19       | 0      | 2           | 2          |
| P. Fabian       | 0             | 0             | 0             | 0             | 0                 | 0                 | 0                 | 0                 | 0        | 0      | 0           | 0          |
| D. Fernandes    | 0             | 0             | 0             | 0             | 0                 | 0                 | 0                 | 0                 | 0        | 0      | 0           | 0          |
| P. Freier       | 21            | 1             | 2             | 0             | 2                 | 0                 | 0                 | 0                 | 23       | 1      | 2           | 0          |
| N. Gelashvili   | 12            | 1             | 2             | 0             | 2                 | 0                 | 0                 | 0                 | 14       | 1      | 2           | 0          |
| L. Goretzka     | 32            | 4             | 1             | 0             | 4                 | 0                 | 0                 | 0                 | 36       | 4      | 1           | 0          |
| S. Gündüz       | 0             | 0             | 0             | 0             | 0                 | 0                 | 0                 | 0                 | 0        | 0      | 0           | 0          |
| P. Heerwagen    | 7             | 0             | 0             | 0             | 1                 | 0                 | 0                 | 0                 | 8        | 0      | 0           | 0          |
| F. Holthaus     | 1             | 0             | 0             | 0             | 0                 | 0                 | 0                 | 0                 | 1        | 0      | 0           | 0          |
| A. Iashvili     | 28            | 0             | 4             | 0             | 4                 | 1                 | 2                 | 0                 | 32       | 1      | 6           | 0          |
| C. Kramer       | 29            | 3             | 8             | 0             | 3                 | 0                 | 1                 | 1                 | 32       | 3      | 9           | 1          |
| M. Lumb         | 13            | 0             | 1             | 0             | 1                 | 0                 | 0                 | 0                 | 14       | 0      | 1           | 0          |
| A. Luthe        | 25            | 0             | 1             | 0             | 2                 | 0                 | 0                 | 0                 | 27       | 0      | 1           | 0          |
| M. Maltritz     | 31            | 3             | 7             | 0             | 3                 | 2                 | 1                 | 0                 | 34       | 5      | 8           | 0          |
| M. Ortega       | 9             | 0             | 1             | 0             | 2                 | 1                 | 0                 | 0                 | 11       | 1      | 1           | 0          |
| C. Rothenbach   | 27            | 0             | 4             | 0             | 4                 | 0                 | 0                 | 0                 | 31       | 0      | 4           | 0          |
| M. Rzatkowski   | 25            | 3             | 4             | 0             | 4                 | 1                 | 1                 | 0                 | 29       | 4      | 5           | 0          |
| K. Scheidhauer  | 19            | 3             | 4             | 0             | 2                 | 0                 | 1                 | 0                 | 21       | 3      | 5           | 0          |
| L. Sinkiewicz   | 22            | 2             | 9             | 0             | 4                 | 0                 | 0                 | 0                 | 26       | 2      | 9           | 0          |
| Y. Tasaka       | 28            | 3             | 6             | 0             | 2                 | 0                 | 0                 | 0                 | 30       | 3      | 6           | 0          |
| F. Toski        | 9             | 1             | 0             | 0             | 0                 | 0                 | 0                 | 0                 | 9        | 1      | 0           | 0          |